# 崔西·奧斯丁
崔西·安·奧斯丁·霍尔特（英語：Tracy Ann Austin Holt，1962年12月12日—），美國前職業網球運動員，單打最高世界排名第一，兩座大滿貫得主，國際網球名人堂成員。
她是1970、80年代的天才少女球員，在當時創下諸多「最年輕」的紀錄。

## 網球生涯
1977年，年僅14歲的奧斯丁在奧勒岡的波特蘭拿到她第一個職業冠軍，創下職業賽最年輕的奪冠紀錄（14歲又28天）。隔年，她正式轉入職業球壇。
1979年，在義大利公開賽的女單四強，奧斯丁擊敗當時的「紅土女王」艾芙特，並終止對手在紅土場上的125連勝。同年，她在美國公開賽的女單決賽再度擊敗艾芙特，粉碎對手想要五連霸的美夢，並成為有史以來，美國公開賽最年輕的冠軍（16歲又9個月）。
1980年，奧斯丁參加的溫布頓和美國公開賽都打到最後四強，並在溫布頓和兄長約翰·奧斯丁（John Austin）聯手，拿下混合雙打的冠軍。1981年她又再度贏得美國公開賽，這次擊敗的是另一強敵，娜拉提洛娃。
由於當時優異的表現，奧斯丁曾經在1980年兩度登上世界第一，總計21周，是當時最年輕的球后（17歲3個月又26天）。當時女子網壇自1976年起，即由艾芙特和娜拉提洛娃兩人聯手統治，在1987年葛拉芙接下娜拉提洛娃球后寶座之前，奧斯丁是唯一突圍成功的球手。
奧斯丁的職業生涯總獎金在1980年突破100萬美元，亦是最年輕達到此目標的運動員（17歲8個月，無論男女）。
自1982年起，因為受到背傷困擾，奧斯丁的成績開始下滑，所參加的大滿貫賽皆在八強出局。1983年，在她21歲生日前夕，她就退出了世界前十名的行列，1984年後，她就幾乎消失在職業舞台了。
雖然奧斯丁曾經在1988年和1993年嘗試東山再起，但都不成功，最終她在1994年正式退休。退休後，她成為一位活躍的電視網球評論員。
1992年，奧斯丁被選入國際網球名人堂，創下最年輕被選入的紀錄（29歲7個月）。

## 大滿貫

### 女單冠軍（2）
| 年份 | 比賽 | 場地 | 決賽對手   | 對手國籍 | 勝方比分      |
| ---- | ---- | ---- | ---------- | -------- | ------------- |
| 1979 | 美網 | 硬地 | 艾芙特     | 美國     | 6–4, 6–3      |
| 1981 | 美網 | 硬地 | 娜拉提洛娃 | 美國     | 1–6, 7–6, 7–6 |

## WTA巡迴賽

### 女單冠軍（30）
- 1982 (1) - San Diego
- 1981 (7) - 美網、Colgate Championships [NJ]、Filderstadt、Canadian Open、Eastbourne、Atlanta、San Diego
- 1980 (12) - Avon Championships [New York] (WTA年終賽)、Colgate Championships [Washington, DC]、Hilton Head、US Indoors、La Costa、Eastbourne、Cincinnati、Seattle、Boston、Tucson、San Diego、Filderstadt
- 1979 (7) - 美網、Washington、Rome、Hilton Head、San Diego、Tokyo [Emerson Cup]、Filderstadt
- 1978 (2) - Filderstadt、Tokyo [Gunze]
- 1977 (1) - Portland

## 外部連結
- Tracy Austin | International Tennis Hall of Fame （英文）
- 崔西·奧斯丁的国际女子网球协会官方資料（英文）
- 崔西·奧斯丁的國際網球總會 職業／青少年 官方資料（英文）
- 協會盃相關球員資料